# Salomeïa Andronikova
Pour les autres membres de la famille, voir Famille Andronikov.
La princesse Salomeïa Nikolaïevna Andronikova. (en russe : Княжна Саломея Николаевна Андроникова), née Salomé Andronikashvili (en géorgien : სალომე ანდრონიკაშვილი) en octobre 1888 à Tiflis et morte le 8 mai 1982 à Londres, est une aristocrate géorgienne de l'Empire russe, philanthrope et égérie de l'Âge d'argent, dont elle fut l'une des personnalités les plus remarquables.. 
Dans la période pré-révolutionnaire, elle fut en effet une personnalité éminente dans le monde de la littérature et de la peinture. Elle fut l'amie et l'inspiratrice de nombreux poètes et artistes, notamment Anna Akhmatova et Ossip Mandelstam. Ses charmes physiques et intellectuels furent célébrés dans les poèmes de l'écrivain géorgien Grigol Robakidze (1882-1962) et du poète Ilia Zdanevitch. D'autres artistes furent inspirés par la princesse comme Boris Grigoriev (1886-1939), Alexandre Iacovleff et l'artiste-peintre ukrainienne Zinaïda Serebriakova.

## Biographie

### Origines familiales

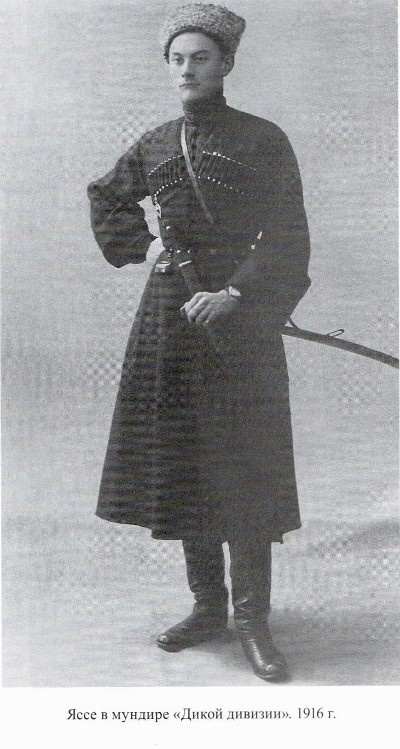
Le prince Iesseï Ivanovitch Andronikov (1893-1937), jeune frère de la princesse Salomeïa Nikolaïevna Andronikova.

Elle était la seconde fille du prince Ivan Nikolaïevitch Andronikov (1863-1944) et de son épouse. Son père, diplômé de l'Académie des Forêts de Moscou, occupa le poste d'expert en chef du Comité du Caucase pour la protection contre le phylloxéra. Il fut également maire de Batoumi. Sa mère, Lidïa Nikolaïevna Plechtcheeva-Mouratova (1861-1953), diplômée en agronomie, fut aussi philanthrope. Petite-nièce du poète russe Alexeï Nikolaïevitch Pletchtcheev, de son premier époux décédé tragiquement elle eut trois enfants.
La princesse Salomeïa Nikolaïevna avait une sœur, la princesse Mariam Ivanovna Andronikova (1891-1976), qui épousa T. Charachenidze, un économiste géorgien employé à l'Institut géographique de Tbilissi, et un frère, le prince Iesseï Ivanovitch Andronikov (1893-1937).
Iesseï Ivanovitch Andronikov exerçait la profession d'avocat et fut le chef de la troupe de théâtre de Moscou. Il eut une fin tragique. En 1934, alors qu'il habitait en URSS, la princesse Salomeïa exilée en France lui adressa une lettre qui éveilla les soupçons de la police. Il fut arrêté et exécuté au cours de la Grande Purge de 1937.
Il était le père du prince Constantin Andronikof. En 1920, celui-ci fut emmené par sa mère en France où il fit des études de lettres et de théologie. Naturalisé français en 1947, Constantin Andronikof fut un écrivain religieux et un interprète de haut rang, notamment des Présidents de la République Charles de Gaulle, Georges Pompidou et Valéry Giscard d'Estaing.

### Saint-Pétersbourg (1906-1916)

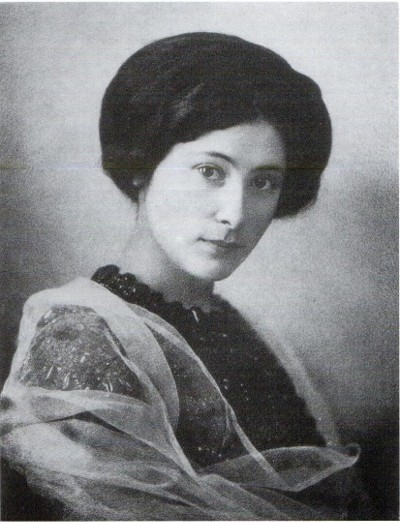
La princesse Salomeïa Nikolaïevna Andronikova en 1910.

La jeune princesse Salomeïa accompagnée de sa cousine (qui épousera plus tard Sergueï Alexandrovitch Taneïev, frère d'Anna Vyroubova) quitta sa Géorgie natale pour aller étudier à Saint-Pétersbourg.
En 1906, elle épousa Pavel Andreïevitch Tchaevladeltsev, riche négociant en thé, un être passionné et volage. Il s'était épris de la sœur de sa première épouse, puis de sa belle-sœur, la princesse Mariama, puis de la cousine de cette dernière. Le couple s'installa dans le district de Louga situé sur les bords du lac Vrevo. Cette union ne fut donc pas une réussite et la princesse décida de divorcer, avec l'aide d'un de ses amis, l'avocat Louarsab Nikolaïevitch Andronikov.
Dans la capitale impériale, la princesse fit la connaissance de poètes, d'artistes-peintres. À son domicile de Saint-Pétersbourg, elle créa un salon littéraire fréquenté par de grands auteurs de ce début du XXe siècle tels que Anna Akhmatova et Ossip Mandelstam.
Après son divorce, Salomeïa Andronikova eut une liaison avec le poète Sergueï Lvovitch Rafalovitch (1875-1943).

### Crimée et Géorgie (1916-1920)
En 1916, en compagnie de sa fille et de Sergueï Rafalovitch, la princesse fit un séjour en Crimée, au cours duquel le peintre Vasili Ivanovitch Choukhaev (1887-1973) fit d'elle un magnifique portrait.
Son séjour terminé, Salomeïa Nikolaïevna souhaitait retourner dans la capitale, mais celle-ci avait été prise dans la tourmente révolutionnaire (février-octobre 1917). Dans une lettre adressée à la princesse, son ami l'avocat Alexandre Galpern lui conseilla vivement de ne pas rentrer à Petrograd (nouveau nom de la ville) où la révolte populaire grondait. 
En compagnie de sa fille Irina, de son amant et d'une femme de chambre, elle s'installa à Bakou, puis à Tiflis. Avec les poètes Sergueï Mitrofanovitch Gorodetski (1884-1967) et Sergueï Rafalovitch, elle cofonda Orion, un mensuel littéraire consacré à la poésie et édité en langue russe. À Bakou, la princesse eut pour voisine son amie Melikova Achkhen, elle y rencontra le capitaine Zinovi Pechkoff, un membre de la mission française auprès du gouvernement menchevik de Géorgie. En 1920, il lui proposa d'émigrer en France et elle l'accompagna à Paris. Le capitaine Pechkov courtisa la jeune femme, mais ses parents se déclarèrent hostiles à cette union, aussi ils se séparèrent tout en restant amis.

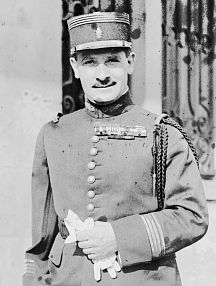
Le général et diplomate français Zinovi Alekseïevitch Pechkov en 1926.

### France et Etats-Unis (1920-1982)
En 1925, elle épousa Alexandre Iakovlevitch Galpern, un ami du Président de l'ex-gouvernement provisoire Alexandre Kerensky, mais le couple vécut séparément. De 1925 à 1940, la princesse vécut seule à Paris où elle travaillait pour l'hebdomadaire Vu fondé par l'éditeur Lucien Vogel.
En 1925, avec le soutien de Zinovi Pechkov, elle aida la peintre russe Zinaïda Serebriakova à fuir l'URSS (créée en 1922). Pendant de longues années, elle fut également le soutien financier de la poétesse russe Marina Tsvetaeva (1892-1941), exilée à Paris où, avec sa famille elle vivait dans la pauvreté.
En 1940, accompagnée de son petit-fils, elle s'exila aux États-Unis où son époux occupait un poste à l'ambassade britannique. Pendant la période de l'Occupation, sa fille Irina, baronne Nolde, membre du Parti communiste français et de la résistance, et son gendre, de nationalité russe au service de la France, demeurèrent sur le sol français.
Salomeïa rentra en France après la guerre.

### Décès et funérailles
Depuis 1937, elle résidait dans une maison achetée pour elle par le philosophe Isaiah Berlin.
Elle y mourut le 8 avril 1982. Conformément à ses dernières volontés, elle fut incinérée et ses cendres furent dispersées sur Trafalgar Square.

## Mariages et descendance
En 1906, Salomeïa Andronikova épousa Pavel Andreïevitch Tchaevladeltsev, alias Pavel Andreev. De cette union naquit Irina Pavlovna Andreeva (en 1911), qui fut membre du Parti communiste français et participa à la Résistance. Irina épousa en France le baron Andreas von Nolde (1905-1987) (Андрей Борисович Нольде/Andreï Borissovitch Nolde), Russe d'origine allemande, fils du juriste et diplomate Boris Nolde (1877-1948).  
En 1925, la princesse Salomeïa épousa l'avocat Alexandre Galpern, émigré en France et ami proche d'Alexandre Kerensky.

## Un hommage littéraire

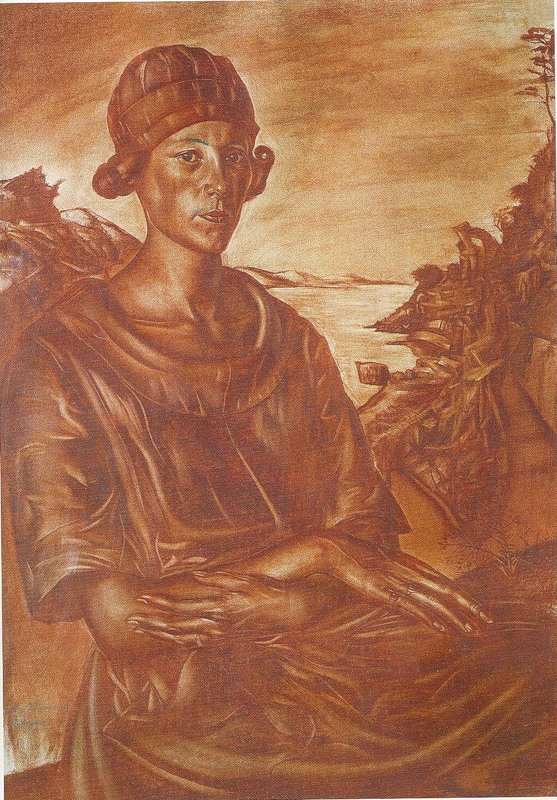
Portrait de la princesse Salomeïa Nikolaïevna Andronikova, une œuvre du peintre russe Vassili Choukhaïev (1887-1973).

Extrait du second recueil de poèmes titré Tristia, un extrait du poème Salominka (en russe Soloma - солома) dédié à la princesse Salomeïa Nikolaïevna Andronikova.

« Quand le sommeil te fuit dans le boudoir immense
Où, frêle Salomé, tu attends le repos,
Et (tristesse infinie !) que sur tes yeux descende
La calme pesanteur du plafond grave et haut,
Ô brin de paille sec, brin de paille sonore,
Qui but toute la mort et plus tendre te fis,
Elle est brisée hélas, douce paille sans vie,
Salomé dites-vous ? Brin de paille plutôt. »